# Heterocarpus
Heterocarpus es un género de camarones de aguas profundas, principalmente de zonas tropicales de todo el mundo. 

## Descripción
El Heterocarpus se caracteriza por el segundo par de pereópodos muy desiguales: un lado es largo y delgado y el otro corto pero más fuerte, además del caparazón con una o más carinas longitudinales.

## Especies
Más de 30 especies han sido descritas para este género, siendo la especie tipo Heterocarpus ensifer. Las especies descritas de este género son:
- Heterocarpus abulbus Yang, Chan & Chu, 2010
- Heterocarpus affins Faxon, 1893
- Heterocarpus alexandri A. Milne-Edwards, 1883
- Heterocarpus amacula Crosnier, 1988
- Heterocarpus calmani Crosnier, 1988
- Heterocarpus chani Li, 2006
- Heterocarpus corona Yang, Chan & Chu, 2010
- Heterocarpus cutressi Monterossa, 1988
- Heterocarpus dorsalis Bate, 1888
- Heterocarpus ensifer A. Milne-Edwards, 1881
- Heterocarpus inopinatus Tavares, 1999
- Heterocarpus intermedius Crosnier, 1999
- Heterocarpus gibbosus Bate, 1888
- Heterocarpus grimaldii A. Milne-Edwards & Bouvier, 1900
- Heterocarpus hayashii Crosnier, 1988
- Heterocarpus hostilis Faxon, 1893
- Heterocarpus laevigatus Bate, 1888
- Heterocarpus lepidus De Man, 1917
- Heterocarpus longirostris McGilchrist, 1905
- Heterocarpus neisi Burukovsky, 1986
- Heterocarpus oryx A. Milne-Edwards, 1881
- Heterocarpus parvispina Crosnier, 1988
- Heterocarpus reedi Bahamondi, 1955
- Heterocarpus sibogae De Man, 1917
- Heterocarpus signatus Rathbun, 1906
- Heterocarpus tenuidentatus Crosnier, 2006
- Heterocarpus tricarinatus Alcock & Anderson, 1894
- Heterocarpus unicarinatus Borradeile, 1915
- Heterocarpus woodmasoni Alcock, 1901
- Heterocarpus vicarius Faxon, 1893